# Фонд Нобеля
Фонд Нобеля (швед.  Nobelstiftelsen ) — частная организация в Стокгольме (Швеция), основанная 29 июня 1900 года для управления финансами и администрированием Нобелевских премий. Фонд основан на завещании Альфреда Нобеля, изобретателя динамита. Кроме задачи управления денежными средствами фонд Нобеля организует и проводит Нобелевские симпозиумы, на которых обсуждаются имеющие большое научное, социальное и культурное значение открытия.

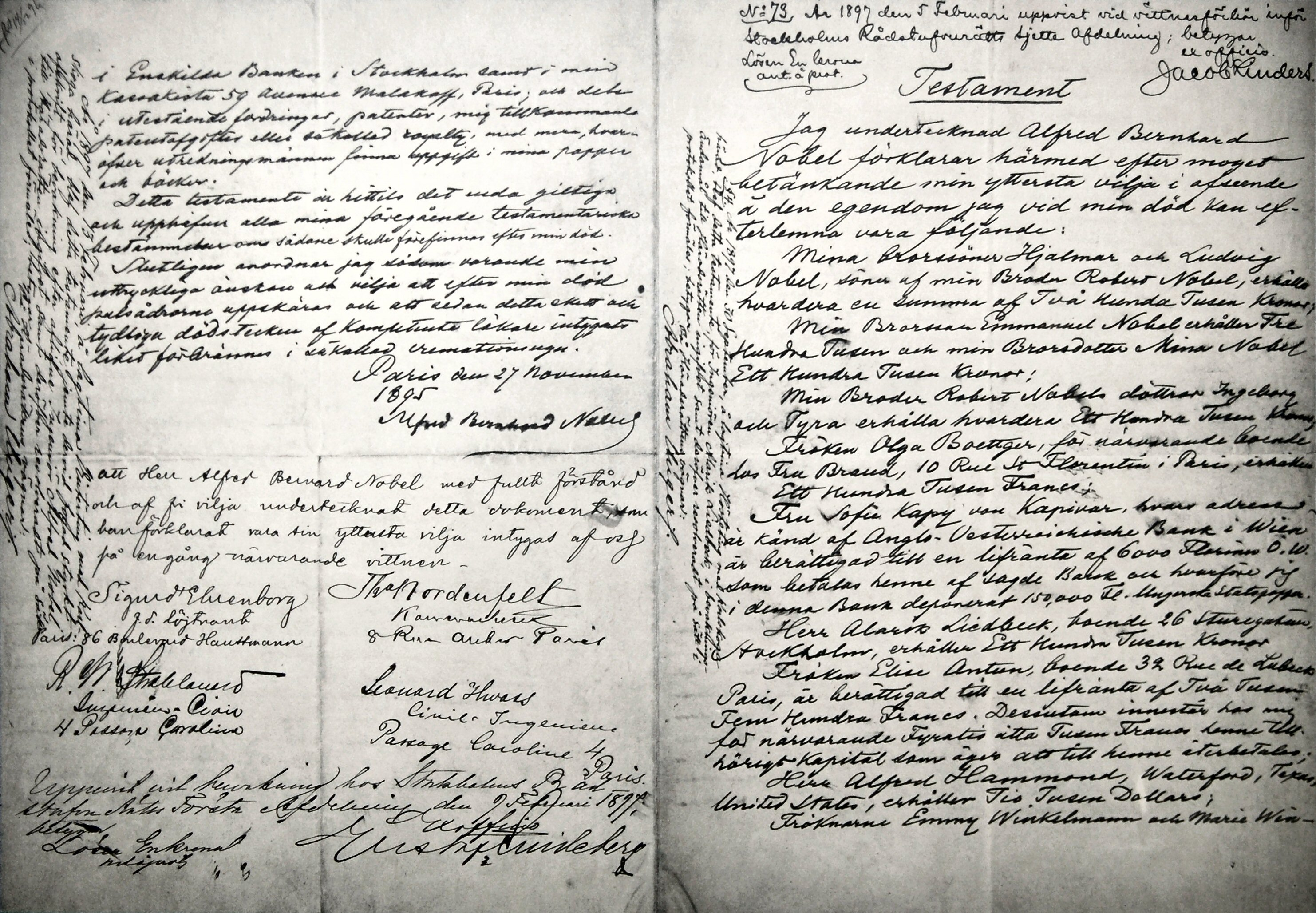
Завещание Нобеля от 27 ноября 1895 года

В своём завещании Альфред Нобель указал, чтобы его деньги были использованы для присуждения ежегодных премий по физике, химии, физиологии и медицине, литературе и миротворческой деятельности. Нобель завещал 94 % всего своего имущества (31 млн Шведских крон) на учреждение и обеспечение пяти Нобелевских премий. Согласно завещанию на премии можно было направлять только проценты, полученные на стоимость активов фонда.
Являясь, по сути, финансовым менеджером, Нобелевский Фонд представляет инвестиционную компанию. Инвестиционная политика Фонда имеет своей целью сохранение и увеличение стоимости активов, что является гарантией размера Нобелевских премий. Положения завещания Альфреда Нобеля указывали исполнителям инвестировать его средства в «безопасные ценные бумаги». В соответствии с понятиями начала XX века под безопасными ценными бумагами понимались в основном государственные облигации с фиксированной процентной ставкой.
Для первых 50 лет управления активами фонда Нобеля характерна ситуация жёстких ограничений по возможным направлениям инвестиций и высоким уровнем налогообложения полученных доходов от инвестиций. До 1914 года ставка налогов в 10 % была не чрезмерно тяжёлой. Однако в 1915 году налогообложение было удвоено. В течение долгого времени Нобелевский Фонд был крупнейшим налогоплательщиком в Стокгольме. В результате в 1922 году фонд был вынужден выплатить максимальную за всю историю сумму налогов, которая превысила сумму, которая была доступна для выплаты премий в 1923 году. В этом году сумма выплаченных премий была минимальна за всю историю.
Вопрос об освобождении фонда от налогов поднимался и обсуждался в шведском рикстаге в течение довольно длительного периода времени. В 1946 году наконец фонд Нобеля был освобождён от налогов, что привело к росту активов фонда и постепенному увеличению размера нобелевских премий. Благодаря безналоговому статусу фонда Нобеля в Швеции, удалось добиться освобождения от налогов доходов фонда от инвестиций в Соединённых Штатах Америки. Безналоговый статус создал большую свободу действия, позволяя Фонду проводить инвестиционную политику, не принимая во внимание налоговые соображения, которые характеризуют действия многих других инвесторов.
В течение 1980-х финансовые результаты деятельности фонда продолжали улучшаться. В этот период фондовый рынок продолжал расти. Росла также стоимость недвижимости, в которые были вложены средства фонда. Однако в 1985 году налоги на недвижимость в Швеции резко возросли и прибыль исчезла. В 1987 году Совет фонда Нобеля принял решение для управления недвижимостью создать отдельную компанию под названием Beväringen, акции которой продавались и покупались на фондовой бирже. Фонду повезло продать всю компанию по управлению недвижимостью Beväringen накануне катастрофического падения цен на недвижимость в начале 1990-х годов.
К 1991 году фонду удалось вернуть стоимость Нобелевских премий их реальной стоимости 1901 года. В настоящее время номинальная стоимость активов Нобелевского Фонда составляет приблизительно 3,1 миллиарда шведских крон. В 2006 каждая из Нобелевских премий составляла 10 миллионов SEK, что приблизительно равно 1,45 миллиона долларов США. Это много больше номинальной стоимости всего оригинального фонда, и выше, чем реальная ценность оригинальных призов. С 1 января 2000 года Нобелевскому Фонду также разрешили добавлять прибыль, полученную от капитализации активов, к призовому фонду. Согласно завещанию Альфреда Нобеля, только прямой доход в виде процентного дохода и дивидендов можно было использовать для формирования сумм, предназначенных для выплаты Нобелевских премий. Доход, полученный в результате роста стоимости акций ранее не мог быть использован для выплат. Согласно новым правилам прибыль от продажи активов Фонда, также может использоваться для формирования премиального фонда до такой степени, чтобы поддержать ценность Нобелевских премий. Это изменение было необходимо для того, чтобы избежать снижения ценности Нобелевских премий. Нобелевский Фонд сейчас может самостоятельно решать, сколько из его активов можно инвестировать в акции. В долгосрочной перспективе это может означать, что у Фонда может теперь быть более высокая доля его активов, которая вложена в акции.